# جوش هاموند
جوش هاموند (بالإنجليزية: Josh Hammond)‏ هو ممثل أمريكي، ولد في 7 سبتمبر 1979 في الولايات المتحدة.

## وصلات خارجية
- جوش هاموند على موقع IMDb (الإنجليزية)
- جوش هاموند على موقع قاعدة بيانات الفيلم (الإنجليزية)